# Klášter Vreta

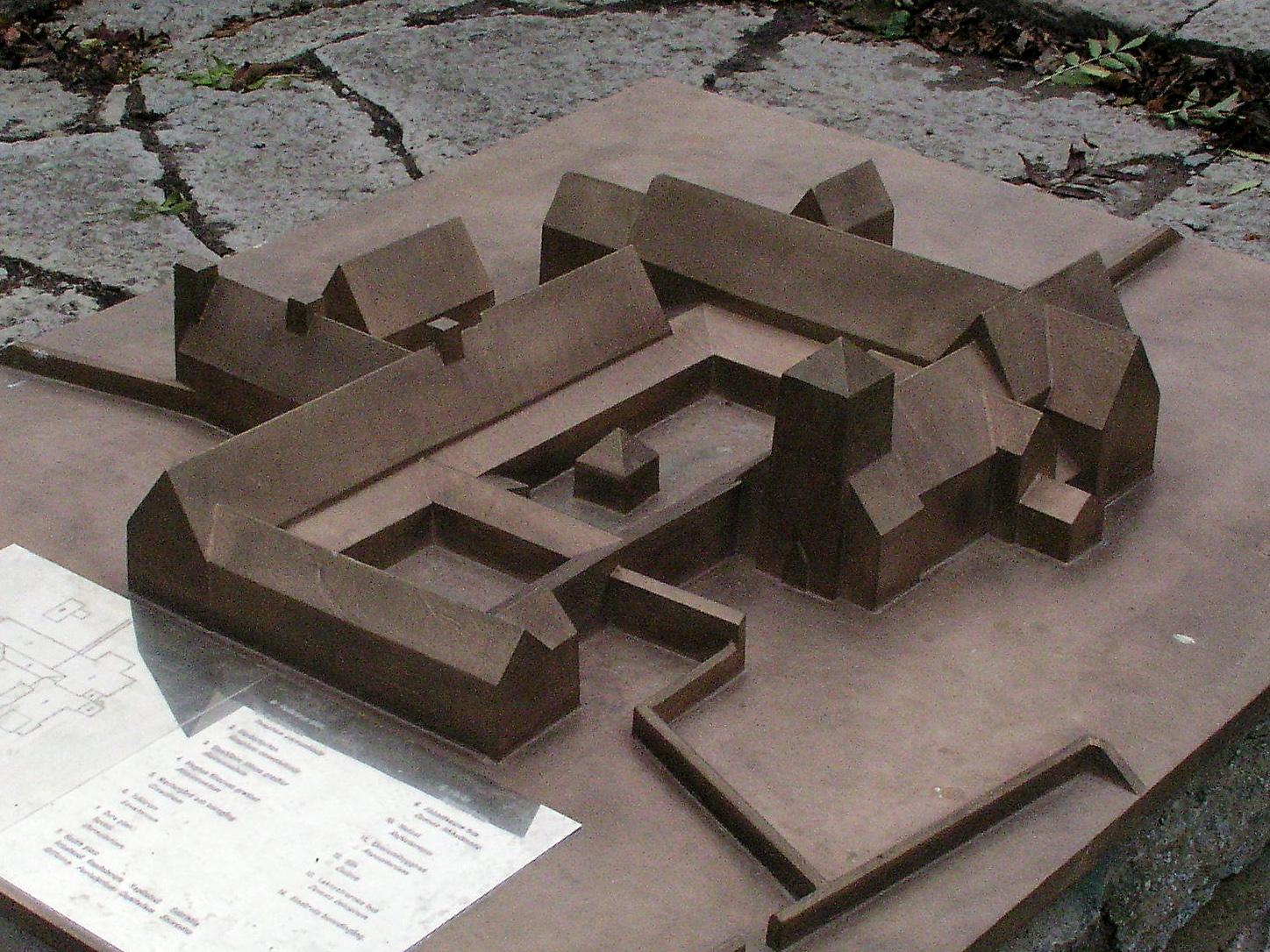
Model středověkého kláštera Vreta

Klášter Vreta (švédsky: Vreta kloster), v provozu od počátku 12. století do roku 1582, byl prvním ženským klášterem ve Švédsku, původně benediktinským a později cisterciáckým, a jedním z nejstarších ve Skandinávii. Nacházel se v dnešní obci Linköping v Östergötlandu.

## Dějiny
Přesný rok založení není znám. Klášter byl založen králem Inge I. Švédským a královnou Helenou na příkaz papeže Paschala II., což udává časové rozmezí založení. Paschalis II. se stal papežem v roce 1099; datum Ingeho smrti je sporné, ale pravděpodobně zemřel kolem roku 1105 nebo o něco později. V následujícím desetiletí poskytli král Inge II. Švédský a královna Ulvhild klášteru velké dary.
Původní budovy vyhořely na počátku 13. století, ale byly přestavěny a v roce 1289 byl za přítomnosti Magnuse III. a Helvig Holštýnské zasvěcen nový kostel.
Klášter Vreta byl domovem benediktinek až do roku 1162, kdy byl přeměněn na cisterciácký klášter. První cisterciáckou abatyší byla Ingegerd, sestra Karla VII. Švédského. Druhá sestra Helena, vdova po Knutovi V. Dánském, vstoupila do Vrety jako jeptiška po smrti svého manžela v roce 1157. Pobývali zde i další členové švédské a dánské královské rodiny. Mezi abatyše patřila ve 13. století princezna Helena Švédská.
Kostel je pohřebištěm králů Inge I., Filipa, Inge II. a Magnuse II. a princů Ragnvalda (syn Inge I.) a Suneho, navíc podle staršího zdroje jeho synovců Alfa a Boleslawa Johanssonů. Sloužil jako škola pro dcery švédských vládnoucích rodů a šlechty.

### Rozpuštění
V důsledku reformace bylo klášteru zakázáno přijímat nové novice, ale jinak se s ním zacházelo velmi shovívavě. Nadále sloužil jako škola pro dcery šlechticů a výslužné místo pro staré šlechtičny a v roce 1529 král povolil jeho koupi poslední abatyši Sigrid Botholfsdotter († 1538). V roce 1536 dal Gustav I. opatství a jeho majetek své katolické tchyni Ebbě Eriksdotter Vase; strávila zde poslední léta svého života a roku 1549 zde i zemřela. V roce 1562 zde ještě pobývaly řádové sestry a poslední dvě z nich, Brita Gisledotter a Kirstin Månsdotter, zemřely v roce 1582.
Kostel kláštera Vreta nyní patří švédské církvi.

## Místo a budovy
Kostel byl nadále využíván jako luteránský farní kostel a stojí dodnes. Vyznačuje se středověkým hagioskopem. Zbývající budovy se většinou zřítily.
V letech 1916 až 1926 byly ruiny vykopány a velké části na sever od kostela, který byl obnoven v letech 1914 až 1917, zůstávají viditelné. Nálezy, včetně neobvyklé dřevěné vodní dýmky, jsou vystaveny v přilehlém muzeu.
Kromě kostela je jedinou zcela zachovanou klášterní stavbou stodola. Kameny z bývalého refektáře byly použity na stavbu věže Linköpinské katedrály.

## Abatyše
Abatyše jsou známy jen částečně.
- Princezna Ingegerd Sverkersdotter Švédská (1164–1204)
- Cecilia (zmíněna v letech 1216–1222)
- Katarina (zmíněna roce 1248)
- Katarina Svantepolksdotter, † 1329, (zmíněna v letech 1289–1323; označována jako 7. abatyše)
- Ingrid Svantepolksdotter, sestra výše uvedené (zmíněna v letech 1323–1344)
- Kristina Karlsdotter (1344–1350)
- Ingrid (zmíněna v roce 1366)
- Cecilia (zmíněna v roce 1381)
- Margareta „Märeta“ (1393–1399)
- Elin Bruddadotter (zmíněna v letech 1413–1417)
- Ingegerd (zmíněna v letech 1444–1446)
- Elin Nilsdotter (zmíněna v roce 1465)
- Ramborg (zmíněna v roce 1474)
- Kristina (zmíněna v roce 1486)
- Sigrid Botholfsdotter (1513–1538)

## Galerie

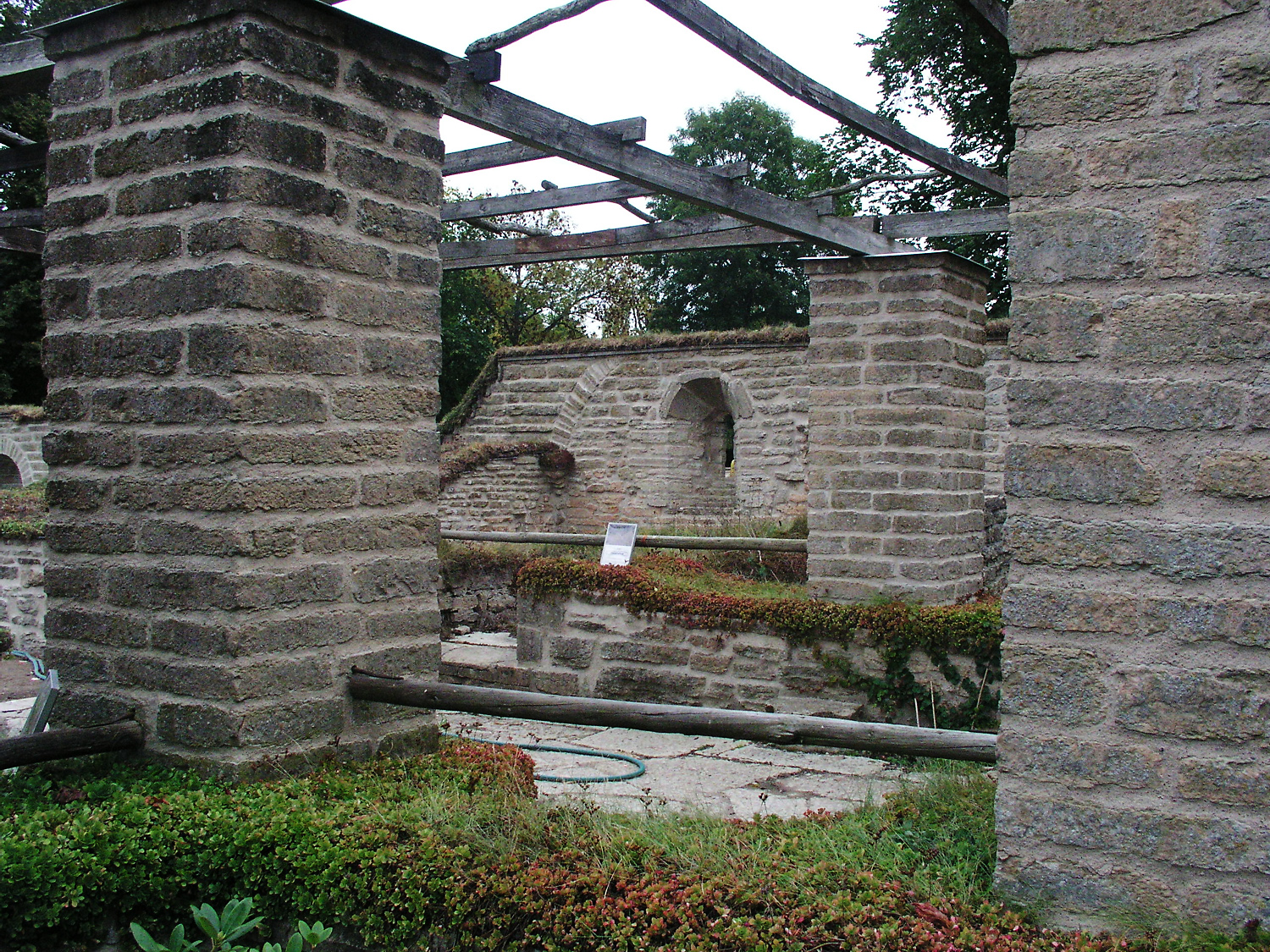
Obnovené zdi
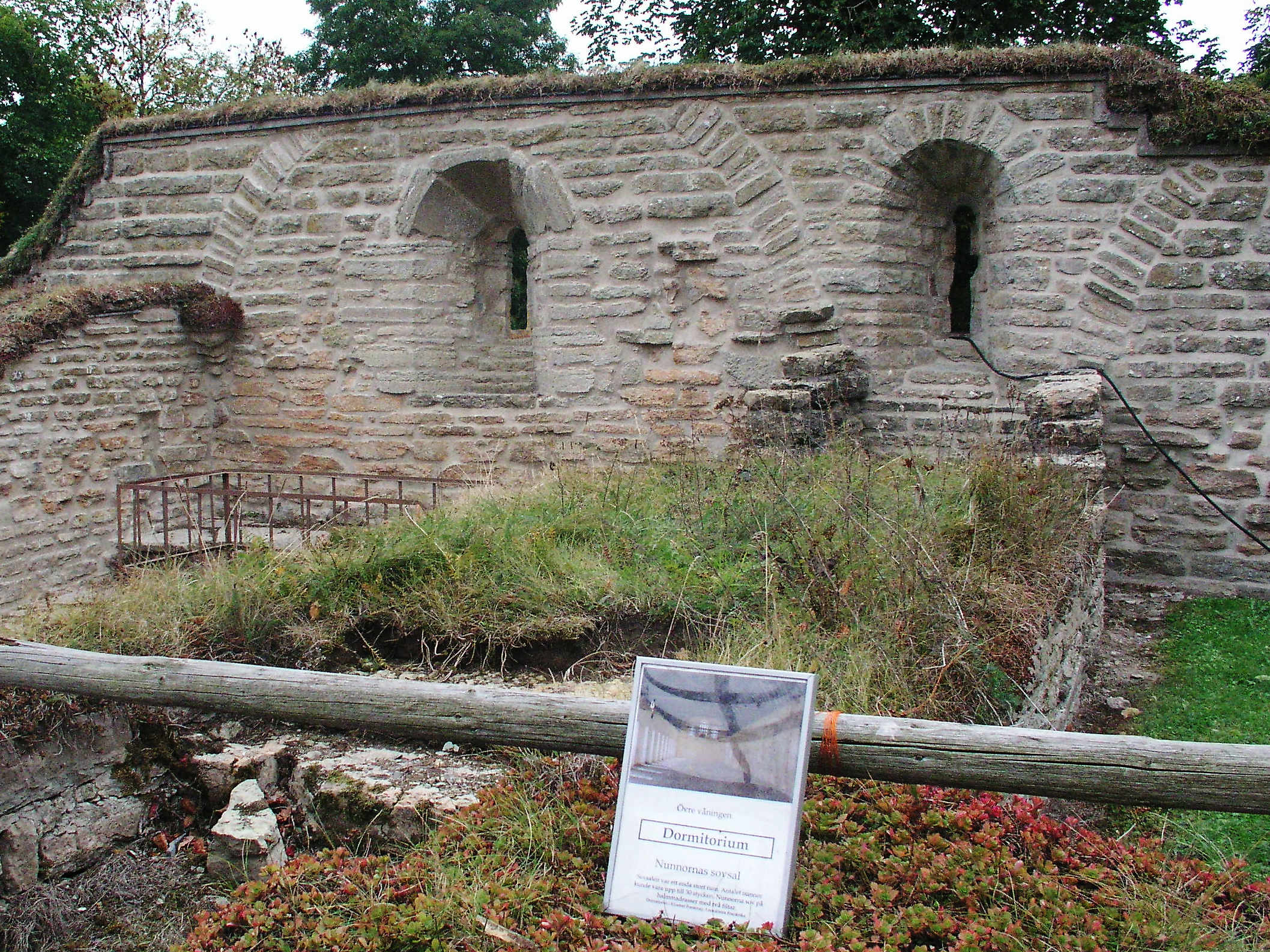
Rekonstrukce: denní místnost a kapitulní místnost
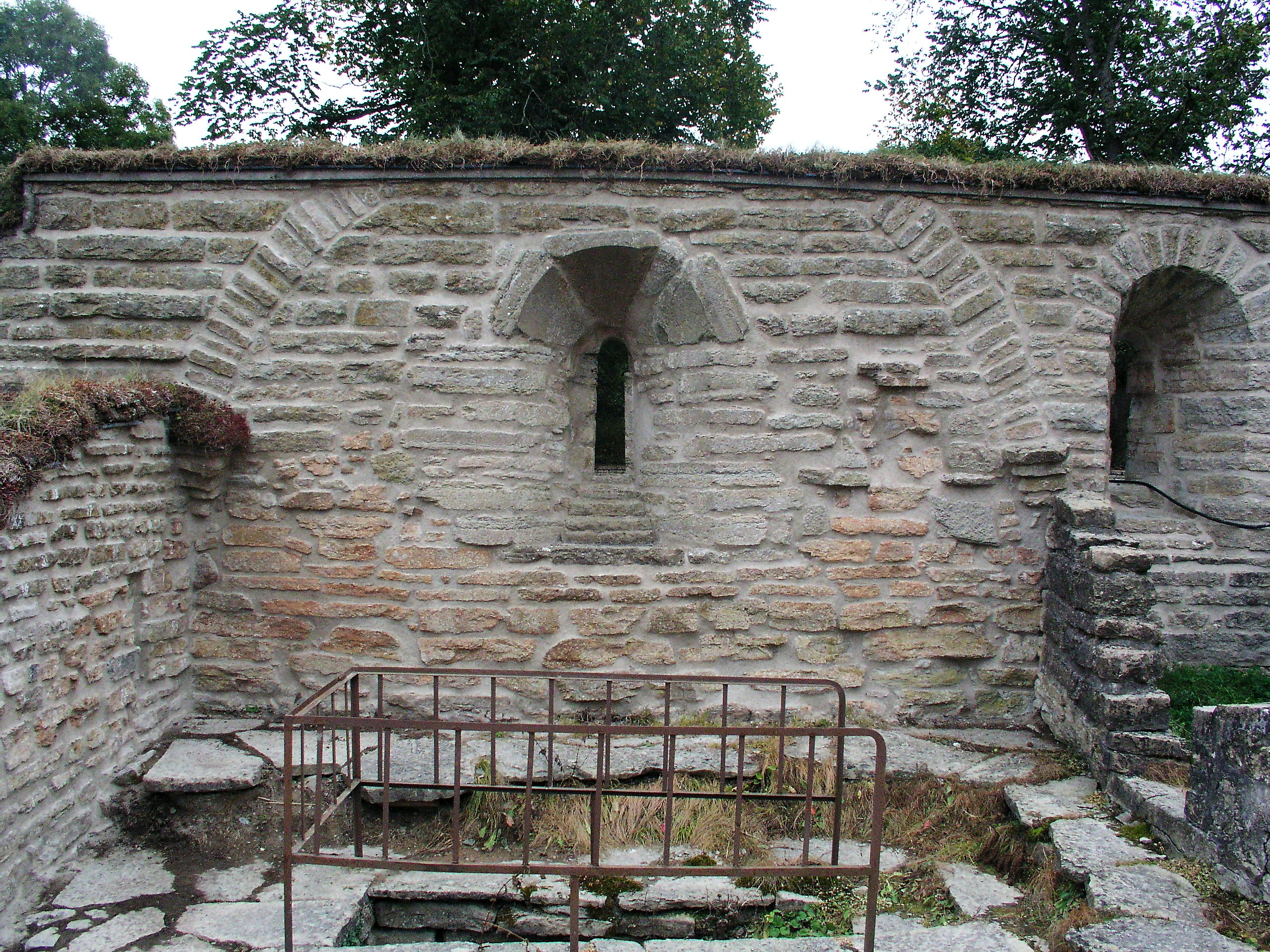
Rekonstrukce: denní místnost se schodištěm na ubytovnu
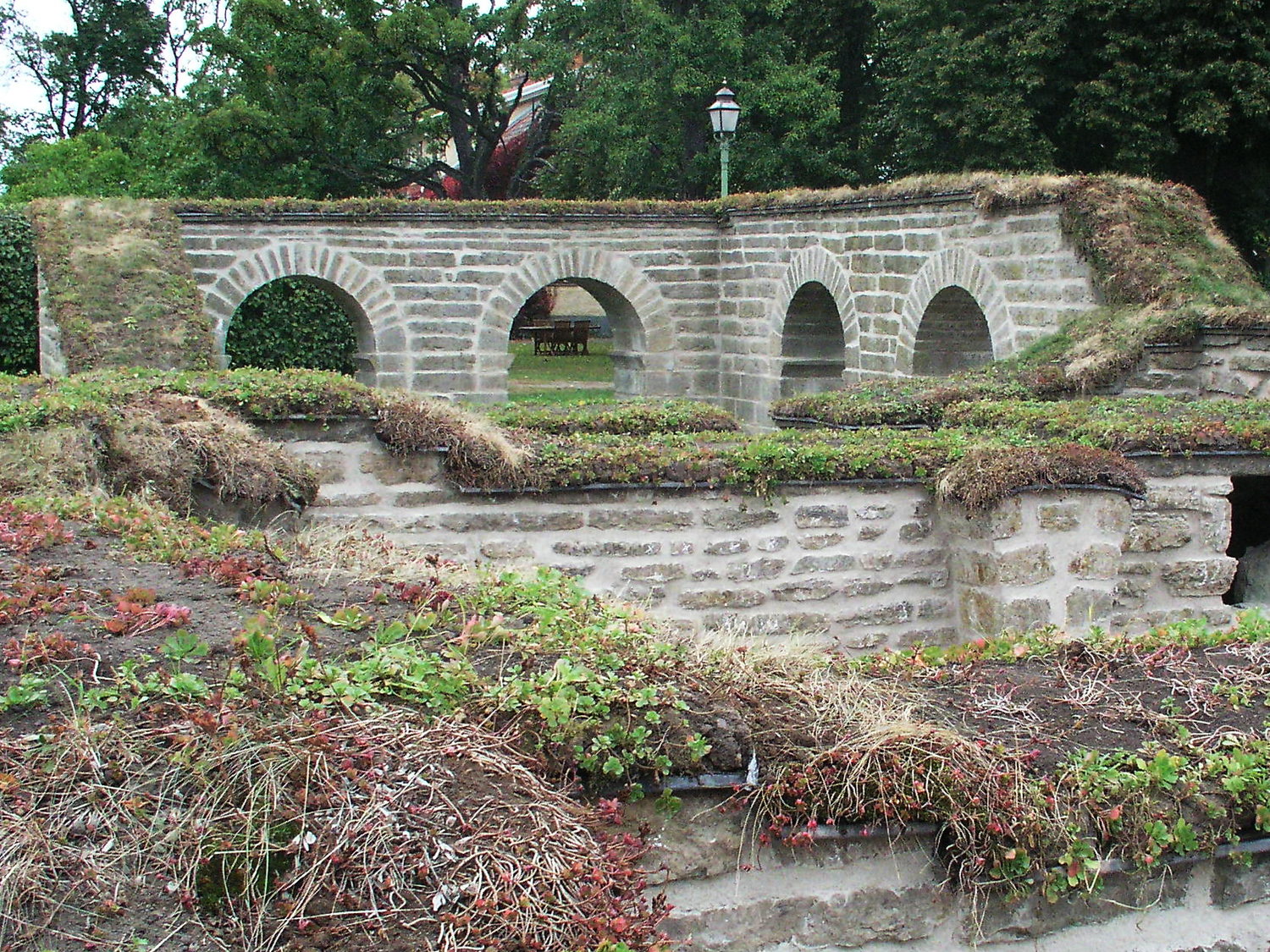
Obnovené zdi